# Supercoppa bulgara 2022 (pallavolo maschile)
La Supercoppa bulgara 2022, 7ª edizione della supercoppa nazionale di pallavolo maschile, si è svolta il 15 ottobre 2022: al torneo hanno partecipato due squadre di club bulgare e la vittoria finale è andata per la terza volta, la seconda consecutiva, all'Hebăr.

## Regolamento
La formula ha previsto una gara unica.

## Squadre partecipanti
| Squadra    | Qualificazione                                           |
| ---------- | -------------------------------------------------------- |
| Hebăr      | Vincitrice Superliga 2021-22 e Coppa di Bulgaria 2021-22 |
| Neftohimik | Finalista Coppa di Bulgaria 2021-22                      |

## Torneo
| 15 ottobre 2022 Kompleks S.I.L.A., Plovdiv Durata: 1h:59 - Spettatori: 1 000 | Hebăr | 3 - 1 | Neftohimik | 25-15, 25-14, 21-25, 27-25 |